# Запад-81
«Запад-81» — кодовое название оперативно-стратегических учений армии и флота СССР и стран Варшавского договора, проходивших с 4 по 12 сентября 1981 года на территории Белорусского, Киевского и Прибалтийского военных округов, а также в акватории Балтийского моря. Помимо Советского Союза, учения проводились также на территории нескольких дружественных государств[каких?].

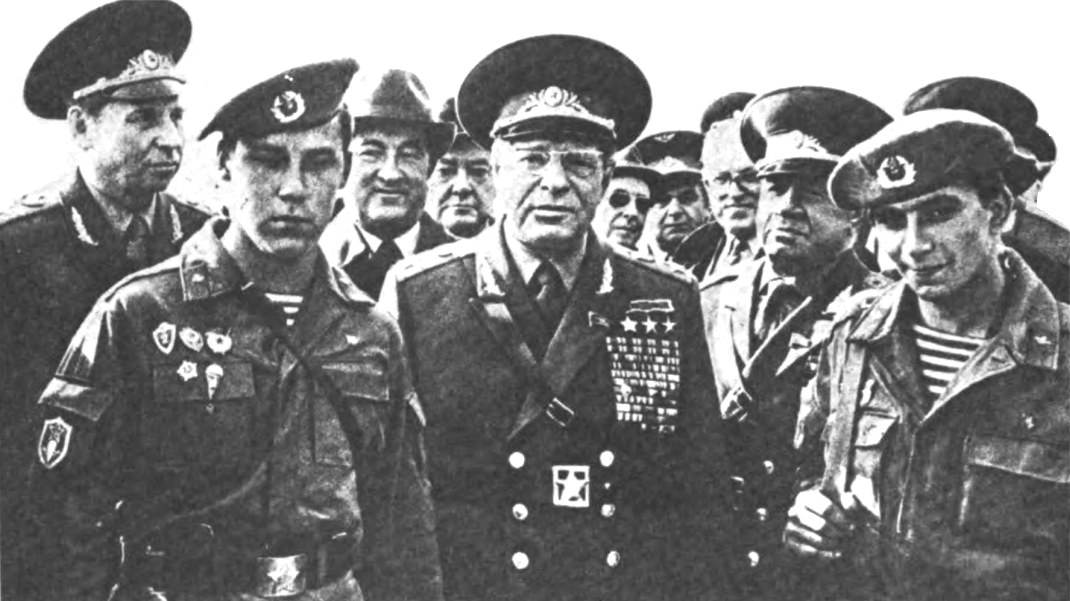
Маршалы Советского Союза: начальник Генштаба ВС СССР Н. В. Огарков, министр обороны СССР Д. Ф. Устинов, начальник ГлавПУР СА и ВМФ генерал армии А. А. Епишев, первый секретарь ЦК Компартии Белоруссии Т.Я. Киселёв на военных учениях «Запад-81».

Являются одними из крупнейших оперативно-стратегических учений в истории советских Вооружённых Сил. По своим масштабам сопоставимы лишь с крупными операциями времён Великой Отечественной войны. В ходе учений «Запад-81» впервые были испытаны автоматизированная система управления и некоторые виды высокоточного оружия.
В ходе учений отрабатывалась наступательная операция, массированный десант в тылу условного противника. Так как учения «Запад-81» проходили вблизи границы с Польшей (где была нестабильная социально-политическая обстановка), считается, что попутно со стратегическими целями учения решали и актуальные на тот момент военно-политические задачи (отработка возможной операции по вводу войск на территорию Польши и т. п.).
Десантный компонент учений проходил в марте 1981 года на Борне-Сулиновском полигоне (север Польши). Десантники отрабатывали взаимодействие совместно с армиями стран Варшавского договора. Подразделения ВДВ выполняли функции разведывательных и диверсионных подразделений. От Спецназа ГРУ участвовали 4-я и 5-я бригады. Заключительной фазой учений стало десантирование 7-й гвардейской воздушно-десантной дивизии на полигон под Минском. Десантировался полк в полном составе с техникой, в том числе 3-х экипажей внутри БМД. Этому предшествовали два тренировочных десантирования без техники. За участие в учениях многие рядовые участники награждены орденами и медалями.
Ордена и медали получили все командиры бригад, 92 % командиров полков, 55 % процентов командиров кораблей 1-го и 2-го ранга и дивизионов. Учения завершились заключительным парадом всех участников.
Указом ПВС СССР от 4 ноября 1981 года за подготовку и проведение манёвров «Запад-81» были награждены полководческими орденами:
Суворова 1-й степени — Маршал Советского Союза Н. В. Огарков.
Кутузова 1-й степени: Главный маршал авиации П. С. Кутахов, маршал инженерных войск С. Х. Аганов, маршал артиллерии Г. Е. Передельский, генералы армии В. И. Варенников, Е. Ф. Ивановский, Д. С. Сухоруков, генерал-полковник С. И. Постников.
Нахимова 1-й степени: адмиралы Н. Н. Амелько и И. М. Капитанец.
Кутузова 2-й степени: Маршал войск связи А. И. Белов, генерал армии П. И. Ивашутин, генерал-лейтенанты Н. М. Ахунов, И. А. Гашков, В. Н. Лобов, П. Н. Масалитин.
Нахимова 2-й степени: контр-адмиралы Г. Н. Авраамов и Э. Н. Семенков.
При подготовке и проведении учений в войсках имели место несчастные случаи:
- утонул танк ПТ-76 с двумя членами экипажа (2 человека)[5];
- потерпел катастрофу истребитель-бомбардировщик МиГ-27 (1 человек)[6];
- попадание снаряда САУ в машину управления артиллерийской батареи (2 человека)[7].